# 1995 VM
1995 VM är en asteroid i huvudbältet som upptäcktes den 2 november 1995 av den japanska astronomen Takao Kobayashi vid Ōizumi-observatoriet.
Asteroiden har en diameter på ungefär 6 kilometer och den tillhör asteroidgruppen Eunomia.